# Coelioxys ultima
Coelioxys ultima är en biart som beskrevs av Pasteels 1968. Coelioxys ultima ingår i släktet kägelbin, och familjen buksamlarbin. Inga underarter finns listade i Catalogue of Life.